# Rumburk
Rumburk (in tedesco Rumburg) è una città della Repubblica Ceca facente parte del distretto di Děčín, nella regione di Ústí nad Labem.
L'atleta Miroslav Menc nacque qui.